# Оманский залив
Ома́нский зали́в (араб. خليج عمان‎ — Khalīj ‘Umān, перс. دریای عمان‎ — Daryâ-ye ‘Omân) — залив на северо-западе Аравийского моря, через Ормузский пролив соединяется с Персидским заливом.

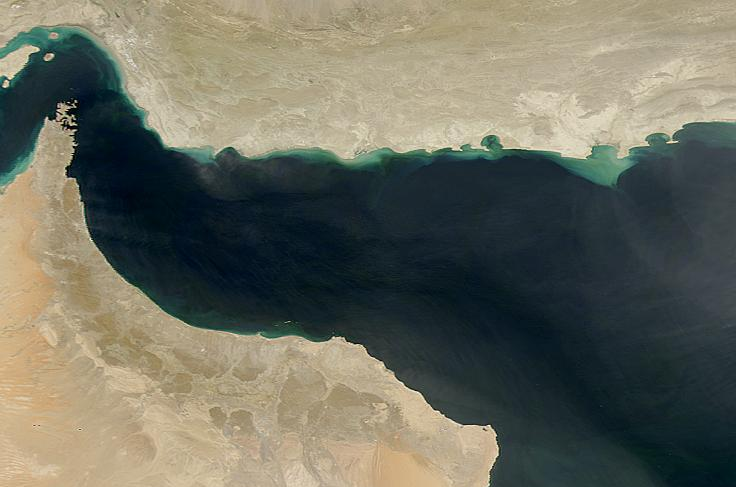
Спутниковый снимок SeaWiFS Оманского залива

Длина залива составляет около 450 км, ширина — до 330 км. Максимальная глубина — 3694 метра. Северное побережье залива принадлежит Ирану и Пакистану, южное — Оману и Объединённым Арабским Эмиратам (на западе).